# Strange Dawn
Strange Dawn (japanska: ストレンジドーン, Sutorenji Dōn) är en 13 avsnitt lång animeserie i regi av Jun'ichi Satō. Den producerades av studion Hal Film Maker för produktionsbolaget Pioneer (senare Geneon) och originalsändes 2000 på den japanska TV-kanalen Wowow. Serien följer de två tonårsflickorna Eris och Yukos äventyr, efter att de en dag råkar hamna i en parallell värld där alla invånarna är väldigt små. 
Strange Dawn är en äventyrsserie med fantasyinslag, och handlingen innehåller både krig och vardagsscener. Den har distribuerats internationellt i bland annat Italien, Frankrike/Belgien, Storbritannien och USA. 

## Handling
Två tonårsflickor (Eri och Yuko) tar en dag fel väg till skolan och hamnar plötsligt i ett land befolkat av mycket kortvuxna, människoliknande varelser. Till de båda flickornas förvåning betraktas de av varelserna som gudar.
Det är prinsessan Alia som genom att utnyttja sina magiska krafter transporterat Eri och Yuko till hennes egen värld, eftersom prinsessan tror att de två är "försvarare" och därigenom kan få slut på det förödande krig som i åratal rasat på hennes planet. Eri och Yuko försöker övertyga de små varelserna att de inte har några gudakrafter och att allt de vill är att få återvända hem.
Eri och Yuko blir vänner med Shall, som i sin tur beslutar att ta de två under sitt beskydd. Han berättar för dem att prinsessan Alia tagits tillfånga strax efter "transporten". Shall tar sedan med de två ut på en lång resa för att rädda prinsessan Alia. Under resans gång upptäcker andra länder de två flickorna och gör allt i sin makt för att försöka utnyttja dem för egna syften.

## Rollfigurer
Människor
- Eri Natsuno (japansk röst: Shoko Enomoto) – tystlåten och känslig, skriver gärna fantasyberättelser (♀)
- Yuko Miyabe (Kaori Shimizu) – utåtriktad och något okänslig, har lätt att bli ovän med folk (♀)

Shalls grupp
- Shall (Kentarō Itō) – allvarlig och inbunden, ansvarstagande (♂)
- Reca (Kumi Sakuma) – Shalls fästmö (♀)
- Mani (Rie Ishizuka) – Recas bästa vän, hemligt kär i Shall (♀)
- Beret (Mitsuo Iwata) – en av Shalls vänner, försvarar de båda människoflickorna, grälar ofta med Jorg, hemligt kär i Yuko (♂)
- Jorg (Katsuhiko Kawamoto) – en av Shalls vänner, lättsinnig till karaktären (♂)
- Prinsessan Alia (Yuri Shiratori) – vacker prinsessa med magiska krafter (♀)
- Shura (Yasuhiko Nemoto) – Shalls bror (♂)

Övriga
- Levian (Masako Katsuki) – general över Valgidans armé, strikt och smart, manipulativ (♀)
- Dall (Susumu Chiba) – avundsjuk och självupptagen, hatar Shall för att denne har Reca hos sig (♂)

## Böcker
Sony Magazines gav senare under 2000 ut en roman, skriven av Hiroshi Ishizaki, baserad på animen.
- Strange Dawn supesharu: Terebi anime-ban Strange Dawn gaiden (ストレンジドーンSP(スペシャル)テレビアニメ版STRANGEDAWN外伝, Sutorenji dōn supesharu: terebi anime-ban Sutorenji dōn gaiden[1], ISBN 4-7897-1599-X, 195 s., B6, augusti 2000, ¥940